# 287 a.C.

## Eventos
- Marco Cláudio Marcelo e Caio Náucio Rutilo, cônsules romanos.
- Quinto Hortêncio é nomeado ditador para resolver a terceira secessão da plebe.
- Outorgada pelo ditador Quinto Hortêncio a Lei Hortênsia, que deu às decisões dos Concílios da plebe força de lei, encerrando o Conflito das Ordens em Roma.

## Nascimentos
- Arquimedes, matemático grego (m. 212 a.C.)